# Kolonica
Kolonica – wieś (obec) na Słowacji położona w kraju preszowskim, w powiecie Snina. Pierwsze wzmianki o miejscowości pochodzą z roku 1567.
Według danych z dnia 31 grudnia 2012, wieś zamieszkiwało 591 osób, w tym 295 kobiet i 296 mężczyzn.
W 2001 roku rozkład populacji względem narodowości i przynależności etnicznej wyglądał następująco:
- Słowacy – 90,94%
- Czesi – 0,33%
- Rusini – 6,92%
- Ukraińcy – 0,66%

Ze względu na wyznawaną religię struktura mieszkańców kształtowała się w 2001 roku następująco:
- Katolicy rzymscy – 4,78%
- Grekokatolicy – 78,42%
- Prawosławni – 1,32%
- Ateiści – 1,32%
- Nie podano – 0,33%